# Jazz-Nekrolog 2024

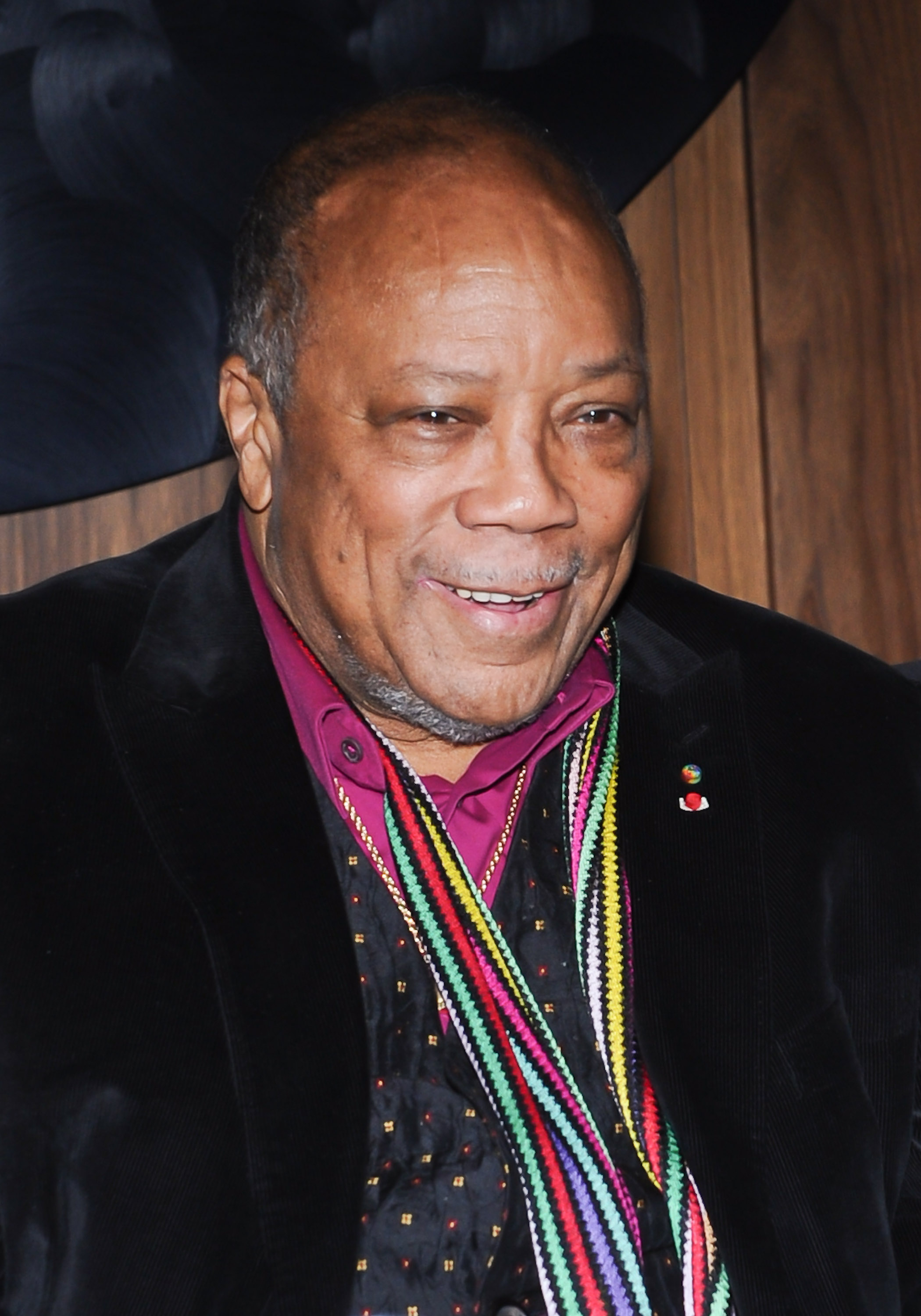
Quincy Jones
4. März 1933 – 3. November 2024

Nekrolog
◄◄
| ◄
| 2020
| 2021
| 2022
| 2023
| 2024 | 2025
Weitere Ereignisse | Allgemeiner Nekrolog 2024
Die Beschreibung der verstorbenen Person sollte so kurz wie möglich gehalten sein und nur deren signifikante Tätigkeit(en) enthalten.
Neue Namen ggf. auch unter dem Geburts- und Sterbedatum, also etwa unter 1. Januar und im Geburts- und Sterbejahr (2024) eintragen (nur bei entsprechender großer Wichtigkeit). Für Beispiele siehe die schon vorhandenen Artikel.
Außerdem über die fünf zuletzt Verstorbenen, zu denen es einen ausreichend guten Artikel für eine Präsentation auf der Hauptseite gibt, nach der todesbedingten Überarbeitung der Artikel ggf. auch unter Wikipedia Diskussion:Hauptseite informieren und sie am besten auch in den anderen Wikipedia-Sprachversionen eintragen. Tipp: Regelmäßig bei news.google.de nach „ist tot“, „gestorben“ oder „verstorben“ suchen.
Wenn eine Person gestorben ist, gibt es viele Seiten zu dieser Person in der Wikipedia, die davon auch betroffen sind und entsprechend aktualisiert werden müssen. Beispiele: Namenübersichtsseite, Geburtsjahr, Geburtsort-Seiten und viele mehr.
Wie finde ich die betroffenen Seiten?
Im Suchfeld auf der linken Seite gibt man den Suchbegriff so ein: „Vorname Nachname“. Dann klickt man auf Volltext und alle Seiten mit entsprechendem Suchtext werden aufgerufen. Hier sieht man dann schnell, wo auch das Todesjahr Sinn macht oder sogar ein Teil des Artikels angepasst werden muss. Auch hilft das „Werkzeug“ auf der linken Seite sehr gut, um solche Seiten aufzufinden: „Links auf diese Seite“. Somit ist die Wikipedia wieder aktuell in allen Bereichen! Hinweis: bei Eintragung der Kategorie „Gestorben JAHR“ wird der Missbrauchsfilter 49 ausgelöst, was jedoch nicht schlimm ist. Siehe: Spezial:Missbrauchsfilter/49

## Dezember
| Tag          | Name                  | Beruf, bekannt als                                    | Alter | Beleg |
| ------------ | --------------------- | ----------------------------------------------------- | ----- | ----- |
| 31. Dezember | Bob Bertles           | australischer Saxophonist                             | 85    |       |
| 31. Dezember | Sibylle Zerr          | deutsche Fotografin und Autorin                       | 60    |       |
| 30. Dezember | Peter Leitch          | kanadischer Gitarrist                                 | 80    |       |
| 28. Dezember | Lars Martin Myhre     | norwegischer Gitarrist                                | 68    |       |
| 28. Dezember | Barre Phillips        | US-amerikanischer Kontrabassist                       | 90    |       |
| 28. Dezember | Bernard Rabaud        | französischer Pianist und Vibraphonist                |       |       |
| 24. Dezember | Gunnar Jæger          | norwegischer Musikveranstalter (Sildajazzen)          | 84    |       |
| 22. Dezember | Roland Bourgeois      | kanadischer Trompeter                                 | 71    |       |
| 22. Dezember | Liu Yuan              | chinesischer Saxophonist und Komponist                | 64    |       |
| 20. Dezember | Sugar Pie DeSanto     | US-amerikanische R&B-Sängerin                         | 89    |       |
| 19. Dezember | Marcello Rosa         | italienischer Posaunist                               | 89    |       |
| 18. Dezember | Stanisław Cieślak     | polnischer Posaunist und Pianist                      | 81    |       |
| 17. Dezember | Marcel Marnat         | französischer Musikwissenschaftler und Journalist     | 91    |       |
| 16. Dezember | Danny Bacher          | US-amerikanischer Musiker und Comedian                | 48    |       |
| 15. Dezember | John „Prince“ Gilbert | US-amerikanischer Saxophonist                         | 66    |       |
| 15. Dezember | Zakir Hussain         | indischer Tabla-Spieler                               | 73    |       |
| 13. Dezember | Derek Ansell          | britischer Musikkritiker und Autor                    | 90    |       |
| 12. Dezember | Martial Solal         | französischer Pianist und Komponist                   | 97    |       |
| 10. Dezember | Herb Robertson        | US-amerikanischer Trompeter                           | 73    |       |
| 8. Dezember  | Nikki Giovanni        | US-amerikanische Dichterin, Aktivistin, Kommentatorin | 81    |       |
| 7. Dezember  | Anne Magouët          | französische Sängerin                                 |       |       |
| 3. Dezember  | Phil Della Penna      | US-amerikanischer Pianist und Arrangeur               | 100   |       |
| 1. Dezember  | Frank Kirchner        | deutscher Saxophonist                                 | 63    |       |
| 1. Dezember  | Hozumi Nakadaira      | japanischer Fotograf                                  | 88    |       |

## November
| Tag          | Name                | Beruf, bekannt als                                                             | Alter | Beleg |
| ------------ | ------------------- | ------------------------------------------------------------------------------ | ----- | ----- |
| 30. November | Hans Hammerschmid   | österreichischer Pianist, Arrangeur und Komponist                              | 94    |       |
| 30. November | Ulrich Olshausen    | deutscher Jazzjournalist und Musikproduzent                                    | 91    |       |
| 30. November | Günter Saalmann     | deutscher Posaunist und Schriftsteller                                         | 88    |       |
| 27. November | Artt Frank          | US-amerikanischer Schlagzeuger                                                 | 91    |       |
| 26. November | Anders Widmark      | schwedischer Pianist und Komponist                                             | 61    |       |
| 23. November | Moritz Fuhrhop      | deutscher Blues-Organist und -Keyboarder                                       | 44    |       |
| 20. November | Kelly Friesen       | US-amerikanischer Bassist                                                      | 57    |       |
| 20. November | Chris May           | britischer Kulturmanager und Musikautor                                        | ≈78   |       |
| 19. November | Odile Bailleux      | französische Cembalistin und Organistin                                        | 84    |       |
| 18. November | Jordi Bonell        | spanischer Gitarrist und Komponist                                             | 66    |       |
| 17. November | Rido Bayonne        | kongolesisch-französischer Multiinstrumentalist, Komponist und Orchesterleiter | 77    |       |
| 16. November | Shōji Aketagawa     | japanischer Pianist                                                            | 74    |       |
| 16. November | Arceola R. C. Brown | US-amerikanischer Gospel- und Soulmusiker                                      | 68    |       |
| 16. November | Diva Gray           | US-amerikanische Sängerin                                                      | 72    |       |
| 16. November | Gerry Weil          | österreichisch-venezolanischer Pianist und Komponist                           | 85    |       |
| 15. November | José Chenoll        | spanischer Posaunist                                                           | 99    |       |
| 15. November | Aashish Khan        | indischer Sarod-Spieler                                                        | 84    |       |
| 14. November | Vic Flick           | britischer Gitarrist                                                           | 87    |       |
| 13. November | Patrick Pasha       | neuseeländischer Musiker und Aktivist                                          | 93    |       |
| 12. November | Charles Fishman     | US-amerikanischer Musikproduzent und -veranstalter                             | 82    |       |
| 12. November | Roy Haynes          | US-amerikanischer Schlagzeuger                                                 | 99    |       |
| 12. November | Joe Mosbrook        | US-amerikanischer Journalist und Jazzhistoriker                                | 91    |       |
| 11. November | Papa Noël           | kongolesischer Gitarrist und Songwriter                                        | 83    |       |
| 10. November | Pepe Justicia       | spanischer Flamenco-Gitarrist                                                  | 64    |       |
| 10. November | Jacky Milliet       | Schweizer Klarinettist                                                         | 92    |       |
| 9. November  | Lou Donaldson       | US-amerikanischer Saxophonist                                                  | 98    |       |
| 9. November  | Jim Gaines          | US-amerikanischer Tonmeister                                                   | 83    |       |
| 8. November  | George Bohanon      | US-amerikanischer Posaunist                                                    | 87    |       |
| 7. November  | Roy Cansdale        | britischer Bassist und Gitarrist                                               | 80    |       |
| 4. November  | Renato Serio        | italienischer Komponist und Arrangeur                                          | 77    |       |
| 3. November  | Quincy Jones        | US-amerikanischer Musikproduzent, Trompeter und Arrangeur                      | 91    |       |
| 2. November  | Hans Schneider      | deutscher Bassist                                                              | ≈73   |       |
| 2. November  | Dave Tomlin         | britischer Holzbläser und Geiger                                               | 90    |       |

## Oktober
| Tag         | Name                  | Beruf, bekannt als                                                | Alter | Beleg |
| ----------- | --------------------- | ----------------------------------------------------------------- | ----- | ----- |
| 31. Oktober | Dag Häggqvist         | schwedischer Musikproduzent                                       | 83    |       |
| 31. Oktober | Philippe Méziat       | französischer Musikveranstalter und Autor                         | 82    |       |
| 29. Oktober | Milt Sernick          | US-amerikanischer Schlagzeuger                                    | 86    |       |
| 28. Oktober | Manuel Mirabal        | kubanischer Trompeter                                             | 91    |       |
| 28. Oktober | Jean Pelle            | französischer Clubbetreiber und Musikproduzent                    | 83    |       |
| 26. Oktober | Thomas Gramuglia      | US-amerikanischer Musikproduzent                                  | 74    |       |
| 25. Oktober | Jo Bohnsack           | deutscher Pianist                                                 | 64    |       |
| 25. Oktober | Phil Lesh             | US-amerikanischer Bassist                                         | 84    |       |
| 24. Oktober | Eli Newberger         | US-amerikanischer Kinderarzt und Tubist                           | 83    |       |
| 23. Oktober | Jack Jones            | US-amerikanischer Sänger                                          | 86    |       |
| 23. Oktober | Charlie Sierra        | puerto-ricanischer Timbales-Spieler                               | 68    |       |
| 23. Oktober | Alastair Robertson    | britischer Musikproduzent                                         | 83    |       |
| 22. Oktober | Claire Daly           | US-amerikanische Holzbläserin                                     | 66    |       |
| 22. Oktober | Donald Miller         | US-amerikanischer Gitarrist                                       | 66    |       |
| 22. Oktober | Ben Powell            | britischer Geiger                                                 | 38    |       |
| 20. Oktober | Barbara Dane          | US-amerikanische Musikerin, Musikproduzentin und Aktivistin       | 97    |       |
| 19. Oktober | Matthew Raimondi      | US-amerikanischer Geiger                                          | 96    |       |
| 17. Oktober | Harry Fackelman       | US-amerikanischer Saxophonist                                     | 68    |       |
| 17. Oktober | Mitzi Gaynor          | US-amerikanische Schauspielerin, Sängerin und Tänzerin            | 93    |       |
| 15. Oktober | Chris Cubie           | US-amerikanischer Pianist, Arrangeur, Kopist und Komponist        | 74    |       |
| 15. Oktober | Robert Fulford        | kanadischer Journalist                                            | 92    |       |
| 11. Oktober | Judith „Jebry“ Branch | US-amerikanische Sängerin                                         | 80    |       |
| 11. Oktober | Mark Schulte          | US-amerikanischer Gitarrist                                       | 73    |       |
| 10. Oktober | Adam Abeshouse        | US-amerikanischer Musikproduzent                                  | 63    |       |
| 10. Oktober | Doug Sides            | US-amerikanischer Schlagzeuger                                    | 82    |       |
| 9. Oktober  | Tony Jagitsch         | österreichischer Musiker                                          | 76    |       |
| 7. Oktober  | Cissy Houston         | US-amerikanische Sängerin                                         | 91    |       |
| 6. Oktober  | Johnny Neel           | US-amerikanischer Keyboarder und Mundharmonikaspieler             | 70    |       |
| 5. Oktober  | Michael Comins        | US-amerikanischer Geiger                                          | 91    |       |
| 5. Oktober  | Mimis Plessas         | griechischer Komponist und Pianist                                | 99    |       |
| 4. Oktober  | Takeshi Inomata       | japanischer Schlagzeuger                                          | 88    |       |
| 3. Oktober  | Terje Bjørklund       | norwegischer Komponist und Jazzpianist                            | 79    |       |
| 3. Oktober  | Bill Guthrie          | US-amerikanischer Posaunist                                       | 71    |       |
| 3. Oktober  | Marta Valdés          | kubanische Komponistin, Sängerin, Gitarristin und Musikkritikerin | 90    |       |
| 2. Oktober  | Pablo Nahar           | surinamischer Bassist                                             | 72    |       |
| 2. Oktober  | Tommy Weatherley      | britischer Posaunist                                              | 91    |       |

## September
| Tag           | Name                       | Beruf, bekannt als                                                             | Alter | Beleg |
| ------------- | -------------------------- | ------------------------------------------------------------------------------ | ----- | ----- |
| 30. September | Peter Opsvik               | norwegischer Industriedesigner und Saxophonist                                 | 85    |       |
| 29. September | Warren Benbow              | amerikanischer Schlagzeuger                                                    | 69    |       |
| 29. September | Jacques Réda               | französischer Schriftsteller und Jazzautor                                     | 95    |       |
| 27. September | John McNeil                | US-amerikanischer Trompeter                                                    | 76    |       |
| 26. September | Willem van Manen           | niederländischer Posaunist                                                     | 84    |       |
| 25. September | Jean-Claude Aunos          | französischer Fotograf                                                         | 84    |       |
| 23. September | Osmar Milito               | brasilianischer Pianist und Komponist                                          | 83    |       |
| 21. September | Kim Richmond               | US-amerikanischer Saxophonist und Arrangeur                                    | 84    |       |
| 20. September | Benny Golson               | US-amerikanischer Saxophonist, Komponist und Arrangeur                         | 95    |       |
| 18. September | Nick Gravenites            | US-amerikanischer Musiker und Produzent                                        | 85    |       |
| 18. September | Stephan Wittwer            | Schweizer Gitarrist                                                            | 71    |       |
| 17. September | Tony Haynes                | britischer Pianist und Posaunist                                               | 83    |       |
| 16. September | Billy Edd Wheeler          | US-amerikanischer Songwriter                                                   | 91    |       |
| 12. September | Olaf Kübler                | deutscher Saxophonist                                                          | 87    |       |
| 10. September | Arthur Edgehill            | US-amerikanischer Schlagzeuger                                                 | 98    |       |
| 9. September  | Mario Grillo „Machito Jr.“ | US-amerikanischer Perkussionist und musikalischer Leiter                       | 68    |       |
| 9. September  | Caterina Valente           | italienische Sängerin, Tänzerin, Gitarristin, Schauspielerin und Entertainerin | 93    |       |
| 8. September  | Shoro Kawazoe              | japanischer Produzent                                                          | 83    |       |
| 8. September  | Zoot Money                 | britischer Blues- und Rockmusiker                                              | 82    |       |
| 7. September  | Dan Morgenstern            | US-amerikanischer Jazzforscher und -kritiker                                   | 94    |       |
| 6. September  | Sérgio Mendes              | brasilianischer Pianist und Arrangeur                                          | 83    |       |
| 5. September  | Herbie Flowers             | britischer Bassist                                                             | 86    |       |
| 5. September  | Martin France              | britischer Schlagzeuger                                                        | 60    |       |
| 5. September  | Maarten van Norden         | niederländischer Saxophonist und Komponist                                     | 68    |       |
| 5. September  | Bobby Routch               | US-amerikanischer Hornist                                                      | 75    |       |
| 4. September  | Oswald d'Andréa            | französischer Pianist und Filmkomponist                                        | 90    |       |
| 4. September  | Marc Van den Hoof          | belgischer Hörfunkmoderator und Musikjournalist                                | 78    |       |
| 2. September  | James Darren               | US-amerikanischer Schauspieler, Regisseur und Sänger                           | 88    |       |
| 1. September  | Michael Billard            | kanadischer Schlagzeuger                                                       | 60    |       |
| 1. September  | Davor Kajfeš               | schwedisch-kroatischer Pianist                                                 | 89    |       |

## August
| Tag        | Name                                    | Beruf, bekannt als                         | Alter | Beleg   |
| ---------- | --------------------------------------- | ------------------------------------------ | ----- | ------- |
| 28. August | George French                           | US-amerikanischer Bassist und Sänger       | 80    |         |
| 27. August | Makaya Ntshoko                          | südafrikanischer Schlagzeuger              | 84    |         |
| 26. August | MaryAnn Anselmo                         | US-amerikanische Sängerin                  | 68    |         |
| 24. August | Christopher Riddle                      | US-amerikanischer Posaunist und Tubist     | 74    |         |
| 23. August | Russell Malone                          | US-amerikanischer Gitarrist                | 60    |         |
| 23. August | Catherine Ribeiro                       | französische Sängerin                      | 82    |         |
| 20. August | Dennis Reaser                           | US-amerikanischer Trompeter                | 84    |         |
| 19. August | Yvonnick Penven                         | französischer Gitarrist                    | 72    |         |
| 17. August | Johnny „Dandy“ Rodríguez                | US-amerikanischer Perkussionist            | 78    |         |
| 16. August | Joep van Leeuwen                        | niederländischer Gitarrist                 | 68    |         |
| 15. August | Al Piccin                               | US-amerikanischer Holzbläser               | 89    |         |
| 14. August | Dean Roberts                            | US-amerikanischer Gitarrist                | 49    |         |
| 11. August | Laura Littardi                          | italienische Sängerin                      | 64    |         |
| 10. August | John Kelman                             | kanadischer Musikjournalist und Autor      |       |         |
| 8. August  | Jack Mouse                              | US-amerikanischer Schlagzeuger             | 78    |         |
| 5. August  | Bobby Routch                            | US-amerikanischer Hornist                  | 75    |         |
| 4. August  | Llew Matthews                           | US-amerikanischer Pianist                  | 78    | [] !--> |
| 4. August  | Anthony Hamilton-Smith, 3. Baron Colwyn | britischer Zahnarzt, Life Peer und Musiker | 82    |         |
| 3. August  | Katie Laur                              | US-amerikanische Journalistin und Sängerin | 80    |         |
| 3. August  | Shaun Martin                            | US-amerikanischer Keyboarder und Produzent | 45    |         |
| 3. August  | Pedro Soler                             | französischer Gitarrist                    | 86    |         |

## Juli
| Tag       | Name                    | Beruf, bekannt als                                | Alter | Beleg |
| --------- | ----------------------- | ------------------------------------------------- | ----- | ----- |
| 31. Juli  | Ron Johnston            | kanadischer Pianist                               | 81    |       |
| 31. Juli  | Arthur Miles            | US-amerikanischer R&B- und Jazz-Musiker           | 74    |       |
| 27. Juli  | Gilbert Cassand         | französischer Sänger und Musiker                  | 81    |       |
| 27. Juli  | Joaquín Oliveros        | kubanischer Flötist                               | 78    |       |
| 25. Juli  | Tadashi Yabe            | japanischer Produzent                             | 59    |       |
| 22. Juli  | John Mayall             | britischer Musiker                                | 90    |       |
| 22. Juli  | José Dos Santos         | kubanischer Journalist und Autor                  | ~77   |       |
| 19. Juli  | Toumani Diabaté         | malischer Koraspieler                             | 58    |       |
| 19. Juli  | Florian Poser           | deutscher Vibraphonist                            | 70    |       |
| 17. Juli? | Slobodan Sokolović      | bosnischer Posaunist                              |       |       |
| 16. Juli  | Ravi Knypstra           | US-amerikanischer Bassist                         | 53    |       |
| 16. Juli  | Irène Schweizer         | Schweizer Pianistin und Schlagzeugerin            | 83    |       |
| 14. Juli  | Sandra Booker           | US-amerikanische Sängerin                         | ≈57   |       |
| 11. Juli  | Charles „Lolo“ Bellonzi | französischer Schlagzeuger                        | 83    |       |
| 9. Juli   | Marcel Schimscheimer    | niederländischer Bassgitarrist und Musikproduzent | 60    |       |
| 8. Juli   | Jeremy Bacon            | US-amerikanischer Pianist                         | ≈65   |       |
| 7. Juli   | Jim Rotondi             | US-amerikanischer Trompeter                       | 61    |       |
| 6. Juli   | Ludwik Konopko          | ukrainischer Gitarrist                            | 53    |       |
| 2. Juli   | Tom Fowler              | US-amerikanischer Bassist                         | 73    |       |
| 2. Juli   | Milton Lee Johnson      | US-amerikanischer Trompeter                       | 76    |       |
| 1. Juli   | Larry Monroe            | US-amerikanischer Saxophonist und Hochschullehrer | 84    |       |

## Juni
| Tag      | Name                  | Beruf, bekannt als                               | Alter | Beleg |
| -------- | --------------------- | ------------------------------------------------ | ----- | ----- |
| 29. Juni | Pierre Bobina         | kongolesischer Perkussionist und Komponist       | 82    |       |
| 29. Juni | Patty Waters          | US-amerikanische Sängerin                        | 78    |       |
| 28. Juni | Bob Chmel             | US-amerikanische Schlagzeuger                    | 80    |       |
| 27. Juni | Alex Theus            | Schweizer Pianist                                | 72    |       |
| 27. Juni | Stefan Werni          | deutscher Bassist                                | 56    |       |
| 26. Juni | Gary Grant            | US-amerikanischer Trompeter                      | 78    |       |
| 26. Juni | Jarmo Sermilä         | finnischer Trompeter                             | 84    |       |
| 25. Juni | Jewel Brown           | US-amerikanische Sängerin                        | 86    |       |
| 25. Juni | John DeFrancesco      | US-amerikanischer Organist                       | 83    |       |
| 25. Juni | Tam Fiofori           | nigerianischer Filmemacher                       | 82    |       |
| 21. Juni | James Polk            | US-amerikanischer Pianist und Organist           | 83    |       |
| 18. Juni | James Chance          | US-amerikanischer Saxophonist                    | 71    |       |
| 17. Juni | Nick Fields           | US-amerikanischer Trompeter                      |       |       |
| 17. Juni | Lonnie Gasperini      | US-amerikanischer Organist                       | 71    |       |
| 15. Juni | Barry Benjamin        | US-amerikanischer Hornist                        | 89    |       |
| 13. Juni | Angela Bofill         | US-amerikanische Sängerin                        | 70    |       |
| 13. Juni | Skowa                 | brasilianischer Sänger und Multiinstrumentalist  | 68    |       |
| 12. Juni | Edgar Alan Brightbill | US-amerikanischer Grafikdesigner                 | 63    |       |
| 12. Juni | Ray Mosca             | US-amerikanischer Schlagzeuger                   | 92    |       |
| 11. Juni | Axel Kühn             | deutscher Saxophonist                            | 60    |       |
| 9. Juni  | Alex Riel             | dänischer Schlagzeuger                           | 83    |       |
| 7. Juni  | Mark Rubinstein       | US-amerikanischer Musiker und Produzent          | 58    |       |
| 5. Juni  | Jean-François Ouellet | kanadischer Saxophonist und Flötist              | 47/48 |       |
| 1. Juni  | Ed Mann               | US-amerikanischer Vibraphonist und Perkussionist | 70    |       |

## Mai
| Tag     | Name                 | Beruf, bekannt als                                     | Alter | Beleg |
| ------- | -------------------- | ------------------------------------------------------ | ----- | ----- |
| 31. Mai | Manfred Frei         | deutscher Musikproduzent                               | 83    |       |
| 31. Mai | Irio O’Farrill       | US-amerikanischer Bassist                              |       |       |
| 29. Mai | Andreas Raseghi      | deutscher Komponist und Essayist                       | 60    |       |
| 29. Mai | Mansour Seck         | senegalesischer Griot                                  | 69    |       |
| 27. Mai | Armando Araújo       | macauischer Schlagzeuger                               | 75    |       |
| 27. Mai | Rodger Fox           | neuseeländischer Posaunist und Bigbandleader           | 71    |       |
| 25. Mai | Richard M. Sherman   | US-amerikanischer Komponist und Songwriter             | 95    |       |
| 24. Mai | Karel Vejvoda        | tschechischer Bassist                                  | 95    |       |
| 23. Mai | Paul Chico Fernandez | US-amerikanischer Schlagzeuger                         | 83    |       |
| 21. Mai | Kiane Zawadi         | US-amerikanischer Posaunist                            | 91    |       |
| 18. Mai | Martien Beenen       | niederländischer Jazzmusiker und Werbegraphiker        | 91    |       |
| 18. Mai | Palle Danielsson     | schwedischer Bassist                                   | 77    |       |
| 18. Mai | Frank Walton         | US-amerikanischer Trompeter                            | 79    |       |
| 17. Mai | Jean-Philippe Allard | französischer Produzent                                | 67    |       |
| 15. Mai | Vinz Vonlanthen      | Schweizer Gitarrist                                    | 65    |       |
| 14. Mai | Néstor Astarita      | argentinischer Schlagzeuger                            | 85    |       |
| 14. Mai | Jimmy James          | jamaikanisch-britischer Ska- und Soul-Sänger           | 83    |       |
| 13. Mai | Christian Escoudé    | französischer Gitarrist                                | 76    |       |
| 12. Mai | David Sanborn        | US-amerikanischer Saxophonist                          | 78    |       |
| 9. Mai  | Nick Schneider       | US-amerikanischer Bassist                              | 79    |       |
| 8. Mai  | Ferenc Körmendy      | ungarischer Bratscher und Rundfunkredakteur            | 70    |       |
| 7. Mai  | Jan Wróblewski       | polnischer Saxophonist                                 | 88    |       |
| 6. Mai  | Bill Holman          | US-amerikanischer Arrangeur, Komponist und Saxophonist | 96    |       |
| 6. Mai  | Axel Melhardt        | österreichischer Musikveranstalter                     | 80    |       |
| 4. Mai  | Ken Brader           | US-amerikanischer Trompeter                            | 70    |       |
| 4. Mai  | Javier Martínez      | argentinischer Sänger und Schlagzeuger                 | 78    |       |
| 2. Mai  | John Pisano          | US-amerikanischer Gitarrist                            | 92    |       |
| 1. Mai  | Werner Büche         | deutscher Musikveranstalter (Jazzclub Lörrach)         | 92    |       |
| 1. Mai  | Richard Maloof       | US-amerikanischer Bassist und Tubist                   | 84    |       |

## April
| Tag       | Name                     | Beruf, bekannt als                                              | Alter | Beleg |
| --------- | ------------------------ | --------------------------------------------------------------- | ----- | ----- |
| 28. April | Les Thimmig              | US-amerikanischer Holzbläser und Hochschullehrer                | 81    |       |
| 27. April | Jean Musy                | französischer Komponist, Arrangeur, Orchesterleiter und Pianist | 76    |       |
| 26. April | Zé Nogueira              | brasilianischer Saxophonist und Musikproduzent                  | 68    |       |
| 23. April | Claus Jacobi             | deutscher Mediziner und Musiker                                 | 75    |       |
| 20. April | Michael Cuscuna          | US-amerikanischer Produzent und Journalist                      | 75    |       |
| 15. April | Topo Gioia               | argentinischer Perkussionist                                    | ≈72   |       |
| 14. April | Calvin Keys              | US-amerikanischer Gitarrist                                     | 81    |       |
| 13. April | Peter Baartmans          | niederländischer Organist                                       | 63    |       |
| 13. April | Don Heneberry            | US-amerikanischer Banjospieler                                  | 93    |       |
| 12. April | Giorgio Azzolini         | italienischer Bassist und Komponist                             | 96    |       |
| 9. April  | Bob Lanese               | US-amerikanischer Trompeter                                     | 82    |       |
| 9. April  | Pacifico Mascarenhas     | brasilianischer Komponist                                       | 88    |       |
| 7. April  | Clarence „Frogman“ Henry | US-amerikanischer R&B-Sänger                                    | 87    |       |
| 7. April  | Joe Viera                | deutscher Saxophonist und Festivalleiter                        | 91    |       |
| 5. April  | Phil Nimmons             | kanadischer Pianist                                             | 100   |       |
| 3. April  | Tootie Heath             | US-amerikanischer Schlagzeuger                                  | 88    |       |
| 3. April  | Víctor Uris              | spanischer Bluesmusiker                                         | 66    |       |
| 2. April  | John Sinclair            | US-amerikanischer Dichter und Schriftsteller                    | 82    |       |
| 1. April  | Phil Delire              | belgischer Musikproduzent                                       | 68    |       |

## März
| Tag      | Name                         | Beruf, bekannt als                                                                 | Alter      | Beleg |
| -------- | ---------------------------- | ---------------------------------------------------------------------------------- | ---------- | ----- |
| 31. März | Joao Henrique Almeida Santos | brasilianischer Radiomoderator, Musikdozent und Musiker                            | 70         |       |
| 31. März | Casey Benjamin               | US-amerikanischer Jazzmusiker, Produzent und Songwriter                            | 45         |       |
| 31. März | Emmett Wright                | US-amerikanischer Posaunist und Arrangeur                                          | 82         |       |
| 29. März | Nelson Foucht                | US-amerikanischer Posaunist                                                        | 85         |       |
| 28. März | Wladimir Feijertag           | russischer Autor und Promoter                                                      | 92         |       |
| 25. März | Maurice El Médioni           | algerischer Pianist, Komponist und Sänger                                          | 95         |       |
| 24. März | Péter Eötvös                 | ungarischer Komponist und Dirigent                                                 | 80         |       |
| 16. März | Werner Kaegi                 | Schweizer Musikwissenschaftler und Komponist                                       | 97         |       |
| 21. März | Diego Sandrin                | italienischer Songwriter und Musikproduzent                                        | 60         |       |
| 21. März | Kevin Toney                  | US-amerikanischer Jazz- und Soulmusiker                                            | 70         |       |
| 20. März | George Darko                 | ghanesischer Sänger, Gitarrist und Songwriter                                      | 73         |       |
| 18. März | Jimmy Hastings               | britischer Holzbläser                                                              | 79         |       |
| 17. März | Sandra Crouch                | US-amerikanische Gospelmusikerin                                                   | 81         |       |
| 17. März | Antoni Krupa                 | polnischer Gitarrist, Sänger und Radiojournalist                                   | 78         |       |
| 16. März | Bobby Koefer                 | US-amerikanischer Western-Swing-Musiker                                            | 95         |       |
| 16. März | Roger Pfund                  | schweizerischer Grafiker und Bassist                                               | 80         |       |
| 15. März | Hans Blum                    | deutscher Komponist, Musikproduzent und Sänger                                     | 95         |       |
| 15. März | Shirley Judkins              | US-amerikanische Pianistin                                                         | 90         |       |
| 14. März | Karel Bogard                 | belgischer Multiinstrumentalist                                                    | 80         |       |
| 13. März | Robert Horvath               | ungarisch-kanadischer Pianist                                                      | 52         |       |
| 13. März | Sylvain Luc                  | französischer Jazz-Gitarrist                                                       | 58         |       |
| 11. März | Ray Austin                   | britisch-deutscher Musiker                                                         | 81         |       |
| 10. März | Peter Bastian                | deutscher Fotograf                                                                 | 67         |       |
| 10. März | T. M. Stevens                | US-amerikanischer Bassist                                                          | 72         |       |
| 9. März  | Guy Touvron                  | französischer Trompeter                                                            | 74         |       |
| 8. März  | Ernie Fields junior          | US-amerikanischer Saxophonist und Musikunternehmer                                 | 89         |       |
| 8. März  | Gail Hightower               | US-amerikanische Fagottistin                                                       | 77         |       |
| 7. März  | Rob Crocker                  | US-amerikanischer Rundfunkmoderator und Musikproduzent                             | 78         |       |
| 7. März  | Steve Lawrence               | US-amerikanischer Sänger, Entertainer und Schauspieler                             | 88         |       |
| 5. März  | Ralph Beerkircher            | deutscher Gitarrist                                                                | 56         |       |
| 5. März  | Brahim Fribgane              | marokkanischer Oudspieler                                                          |            |       |
| 5. März  | Wally Shoup                  | US-amerikanischer Saxophonist                                                      | 79         |       |
| 4. März  | Jean-Pierre Bourtayre        | französischer Komponist                                                            | 82         |       |
| 4. März  | Heidi Moll                   | Schweizer Bassistin                                                                | 65         |       |
| 3. März  | George E. Allen Sr.          | US-amerikanischer Saxophonist                                                      | 93         |       |
| 3. März  | Eleanor Collins              | kanadische Sängerin                                                                | 104        |       |
| 3. März  | Bill Ramsay                  | US-amerikanischer Musiker und Arrangeur                                            | 95         |       |
| 2. März  | Jim Beard                    | US-amerikanischer Fusionmusiker                                                    | 63         |       |
| 2. März  | W. C. Clark                  | US-amerikanischer Bluesgitarrist, -sänger und -songwriter                          | 84         |       |
| 2. März  | Seymour Salzberg             | US-amerikanischer Perkussionist                                                    | 93         |       |
| 1. März  | Lynn Fainchtein              | mexikanische Musikkuratorin, -wissenschaftlerin, -produzentin und Radiomoderatorin | 60 oder 61 |       |

## Februar
| Tag         | Name                  | Beruf, bekannt als                                              | Alter | Beleg |
| ----------- | --------------------- | --------------------------------------------------------------- | ----- | ----- |
| 26. Februar | Ernesto Assante       | italienischer Musikjournalist und Festivalveranstalter          | 66    |       |
| 26. Februar | John Minnock          | US-amerikanischer Sänger                                        | 64    |       |
| 25. Februar | Georg Riedel          | schwedischer Bassist                                            | 90    |       |
| 25. Februar | Martin Spitzer        | österreichischer Gitarrist                                      | 58    |       |
| 25. Februar | Martin Weiss          | deutscher Geiger und Gitarrist                                  | 62    |       |
| 24. Februar | Juana Bacallao        | kubanische Sängerin und Performerin                             | 98    |       |
| 24. Februar | Ronald Carter         | US-amerikanischer Saxophonist                                   | 70    |       |
| 24. Februar | Ole Molin             | dänischer Gitarrist                                             | 87    |       |
| 23. Februar | Janusz Nowotarski     | polnischer Holzbläser                                           | 79    |       |
| 21. Februar | Getachew Kassa        | äthiopischer Sänger                                             | 79    |       |
| 17. Februar | Scott Dunbabin        | australischer Bassist                                           |       |       |
| 16. Februar | Reuben Jackson        | US-amerikanischer Lyriker, Jazzhistoriker und Rundfunkmoderator | 67    |       |
| 16. Februar | Teddy Ikegaya         | japanischer Pianist und Arrangeur                               | ≈85   |       |
| 16. Februar | Ben Lanzarone         | US-amerikanischer Pianist, Arrangeur und Komponist              | 85    |       |
| 16. Februar | Marko Paysan          | deutscher Jazzhistoriker und Sammler                            | 57    |       |
| 15. Februar | Roger Kasparian       | französischer Fotograf                                          | 86    |       |
| 15. Februar | Paul Schmeling        | US-amerikanischer Pianist und Hochschullehrer                   | 85    |       |
| 14. Februar | Santiago Giacobbe     | argentinischer Pianist                                          | 91    |       |
| 13. Februar | Kerry „Fatman“ Hunter | US-amerikanischer Schlagzeuger                                  | 53    |       |
| 13. Februar | Alan Tomlinson        | britischer Posaunist                                            | 76    |       |
| 12. Februar | Cliff Colnot          | US-amerikanischer Musiker und Arrangeur                         | 76    |       |
| 12. Februar | Tamás Deák            | ungarischer Trompeter                                           | 95    |       |
| 12. Februar | Tom Plsek             | US-amerikanischer Posaunist und Hochschullehrer                 | 76    |       |
| 11. Februar | Tom Gruzo             | US-amerikanischer Pianist                                       | 66    |       |
| 11. Februar | Christian Jaudes      | US-amerikanischer Trompeter und Hochschullehrer                 | 65    |       |
| 10. Februar | Ian Polster           | US-amerikanischer Posaunist                                     | 85    |       |
| 9. Februar  | Giulio Vannini        | italienischer Musikmanager, Club- und Festivalbetreiber         | 64    |       |
| 7. Februar  | Tony Middleton        | US-amerikanischer Sänger                                        | 89    |       |
| 7. Februar  | Sammy Murgo           | maltesischer Saxophonist                                        | 87    |       |
| 6. Februar  | Patty McGovern        | US-amerikanische Sängerin und Songwriterin                      | 95    |       |
| 6. Februar  | John Quara            | US-amerikanischer Gitarrist                                     | 99    |       |
| 5. Februar  | Harold Jefta          | südafrikanischer Saxophonist                                    | 90    |       |
| 5. Februar  | René Toledo           | kubanischer Gitarrist                                           | 66    |       |
| 4. Februar  | Alice Darr            | US-amerikanische Pianistin und Sängerin                         | 93    |       |
| 4. Februar  | Jan Evensmo           | norwegischer Jazzhistoriker                                     | 85    |       |

## Januar
| Tag        | Name                    | Beruf, bekannt als                                                        | Alter | Beleg |
| ---------- | ----------------------- | ------------------------------------------------------------------------- | ----- | ----- |
| 31. Januar | Hank Cicalo             | US-amerikanischer Tonmeister                                              | 91    |       |
| 31. Januar | Gary Morgan             | kanadischer Holzbläser                                                    | 88    |       |
| 31. Januar | Toty Ramos              | US-amerikanischer Latin-Jazz-Musiker                                      | 73    |       |
| 31. Januar | Ed Reed                 | US-amerikanischer Sänger                                                  | 94    |       |
| 30. Januar | Mark Kennedy            | US-amerikanischer Gitarrist                                               | 73    |       |
| 29. Januar | Tony Cedras             | südafrikanischer Musiker                                                  | 71    |       |
| 29. Januar | Ivars Galenieks         | sowjetischer bzw. lettischer Bassist                                      | 71    |       |
| 28. Januar | Willi Johanns           | deutscher Sänger und Grafiker                                             | 90    |       |
| 27. Januar | Willi Ehringer          | deutscher Trompeter                                                       | 95    |       |
| 26. Januar | Dean Brown              | US-amerikanischer Gitarrist                                               | 68    |       |
| 26. Januar | Juppo Paavola           | finnischer Schlagzeuger                                                   | 49    |       |
| 25. Januar | Bruno Amstad            | Schweizer Sänger                                                          | 59    |       |
| 25. Januar | Bob Erlendson           | US-amerikanischer Pianist                                                 | 93    |       |
| 25. Januar | Michel Hausser          | französischer Vibraphonist                                                | 96    |       |
| 22. Januar | Richard Reiter          | US-amerikanischer Saxophonist                                             | 75    |       |
| 21. Januar | Kayla Feldman           | US-amerikanische Musikproduzentin                                         | 81    |       |
| 21. Januar | Thapelo Joseph Mofokeng | südafrikanischer Sänger                                                   | 74    |       |
| 21. Januar | Rony Verbiest           | belgischer Akkordeonist                                                   | 67    |       |
| 20. Januar | Philippe Combelle       | französischer Schlagzeuger                                                | 84    |       |
| 20. Januar | Frank Shea              | US-amerikanischer Schlagzeuger                                            | 93    |       |
| 20. Januar | Tony Zannini            | US-amerikanischer Gitarrist                                               | 71    |       |
| 19. Januar | Charles Boles           | US-amerikanischer Pianist                                                 | 91    |       |
| 19. Januar | Marlena Shaw            | US-amerikanische Sängerin                                                 | 81    |       |
| 18. Januar | Herb Aronoff            | US-amerikanischer Saxophonist                                             | 82    |       |
| 18. Januar | Slim Pezin              | französischer Gitarrist                                                   | 78    |       |
| 17. Januar | Dieter Reichert         | deutscher Saxophonist und Jazzclubbetreiber                               | 84    |       |
| 16. Januar | Charles Austin          | US-amerikanischer Saxophonist                                             | 93    |       |
| 16. Januar | Laurie Johnson          | britischer Komponist                                                      | 96    |       |
| 16. Januar | Peter Schickele         | US-amerikanischer Komponist                                               | 88    |       |
| 15. Januar | Richetta Manager        | US-amerikanische Sängerin                                                 | 70    |       |
| 15. Januar | Melvin Rogers           | US-amerikanischer Trompeter                                               | 71    |       |
| 14. Januar | Jerry Coker             | US-amerikanischer Holzbläser, Autor und Hochschullehrer                   | 91    |       |
| 14. Januar | Nat Lee                 | US-amerikanischer Organist                                                | 69    |       |
| 14. Januar | Enrique „Zurdo“ Roizner | argentinischer Schlagzeuger und Perkussionist                             | 84    |       |
| 14. Januar | Bob Rusch               | US-amerikanischer Jazz-Kritiker und Musikproduzent                        | 80    |       |
| 12. Januar | Dottie Timberlake       | US-amerikanische Organistin                                               | 92    |       |
| 11. Januar | Bo Farson               | US-amerikanischer Musikveranstalter (Western North Carolina Jazz Society) | 79    |       |
| 11. Januar | Jan Linhart             | tschechischer Schlagzeuger                                                | 48    |       |
| 11. Januar | Sigi Schwab             | deutscher Gitarrist                                                       | 83    |       |
| 10. Januar | Hal Smith               | US-amerikanischer Posaunist                                               | 85    |       |
| 10. Januar | Göte Wilhelmson         | schwedischer Akkordeonist, Pianist und Produzent                          | 95    |       |
| 8. Januar  | Phill Niblock           | US-amerikanischer Multimedia-Künstler                                     | 90    |       |
| 7. Januar  | Jacky Boyadjian         | französischer Bassist                                                     | 79    |       |
| 6. Januar  | Don Edmonds             | US-amerikanischer Pianist                                                 | 83    |       |
| 5. Januar  | Carl Grubbs             | US-amerikanischer Saxophonist                                             | 79    |       |
| 4. Januar  | Ron Drewar              | US-amerikanischer Saxophonist und Klarinettist                            | 82    |       |
| 4. Januar  | Kishin Shinoyama        | japanischer Fotograf                                                      | 83    |       |
| 3. Januar  | Franco Caroni           | italienischer Bassist und Musikveranstalter (Siena Jazz)                  | 74    |       |
| 3. Januar  | Bud Schultz             | US-amerikanischer Pianist und Vibraphonist                                | 88    |       |
| 2. Januar  | Chris Karrer            | deutscher Multiinstrumentalist                                            | 76    |       |
| 2. Januar  | Bill Smith              | US-amerikanischer Schlagzeuger                                            | 89    |       |

## Datum unbekannt
| Tag                                  | Name                | Beruf, bekannt als                                     | Alter |  |
| ------------------------------------ | ------------------- | ------------------------------------------------------ | ----- |  |
| Tod bekannt gegeben am 5. Januar     | Art Mead            | britischer Mäzen und Jazzförderer                      | 89    |  |
| Tod bekannt gegeben am 29. Dezember  | George Thatcher     | US-amerikanischer Posaunist                            |       |  |
| Tod bekannt gegeben am 21. Dezember  | Dolor Ravi          | französischer Pianist                                  | 62    |  |
| Tod bekannt gegeben am 21. Dezember  | Chema Pellico       | spanischer Bassist                                     | 78    |  |
| Tod bekannt gegeben am 11. Dezember  | Lore Boas           | deutsche Übersetzerin                                  | 98    |  |
| Tod bekannt gegeben am 10. Dezember  | Michele Mannucci    | italienischer Musikwissenschaftler und Autor           |       |  |
| Tod bekannt gegeben am 26. November  | Gilbert d’Alto      | französischer Musikjournalist                          | 70    |  |
| Tod bekannt gegeben am 10. November  | Anne Brudevold      | US-amerikanische Geigerin                              | ≈76   |  |
| Tod bekannt gegeben am 2. November   | Stacie McGregor     | kanadische Pianistin                                   | 63    |  |
| Tod bekannt gegeben am 30. Oktober   | Brian Towers        | britischer Posaunist                                   | ≈84   |  |
| Tod bekannt gegeben am 30. Oktober   | Ulrich Vollmer      | deutscher Schlagzeuger                                 | 74    |  |
| Tod bekannt gegeben am 22. Oktober   | Vojtěch Havel       | tschechischer Musiker                                  | 62    |  |
| Tod bekannt gegeben am 27. September | Amedee Castenell    | US-amerikanischer Saxophonist                          |       |  |
| Tod bekannt gegeben am 27. September | Steve Dweck         | US-amerikanischer Perkussionist                        | 97    |  |
| Tod bekannt gegeben am 9. September  | Alvin Dyers         | südafrikanischer Gitarrist                             | 71    |  |
| Tod bekannt gegeben am 1. August     | Olivia Revueltas    | mexikanische Pianistin                                 | 73    |  |
| Tod bekannt gegeben am 19. Juli      | Sefton Samuels      | britischer Fotograf                                    | 93    |  |
| Tod bekannt gegeben am 19. Juni      | Philani Ngidi       | südafrikanischer Bassgitarrist                         |       |  |
| Tod bekannt gegeben am 18. Juni      | Graham Lyons        | britischer Holzbläser, Komponist und Arrangeur         | 87    |  |
| Tod bekannt gegeben am 18. Juni      | Cedric Napoleon     | US-amerikanischer Sänger und Bassist                   |       |  |
| Tod bekannt gegeben am 12. Mai       | Larry Polansky      | US-amerikanischer Gitarrist und Hochschullehrer        | 70    |  |
| Tod bekannt gegeben am 12. Mai       | Jim Santella        | US-amerikanischer Rundfunkmoderator und Autor          | 86    |  |
| Tod bekannt gegeben am 2. Mai        | Dani Simons         | spanischer Gitarrist                                   | 51    |  |
| Tod bekannt gegeben am 2. Mai        | David Webb          | britischer Musiker                                     | 59    |  |
| Tod bekannt gegeben am 29. April     | Nick Daniels III    | US-amerikanischer Bassist                              |       |  |
| Tod bekannt gegeben am 28. April     | Dieter Lässle       | deutscher Bassist                                      | 72    |  |
| Tod bekannt gegeben am 28. April     | Wyn Lodwick         | britischer Klarinettist                                | 97    |  |
| Tod bekannt gegeben am 10. März      | Nick Mulder         | australischer Posaunist                                | ≈50   |  |
| Tod bekannt gegeben am 6. März       | Don Baldini         | US-amerikanischer Bassist                              |       |  |
| 3. März oder 4. März                 | Félix Sabal-Lecco   | französisch-kamerunischer Schlagzeuger                 |       |  |
| Tod bekannt gegeben am 20. Februar   | Ernie Montoya       | US-amerikanischer Musiker                              |       |  |
| Tod bekannt gegeben am 18. Februar   | Samuel Hubert       | französischer Bassist                                  | 45    |  |
| Tod bekannt gegeben am 17. Februar   | Colin Bones Delight | südafrikanischer Sänger                                | 69    |  |
| Tod bekannt gegeben am 12. Februar   | Gérard Régnier      | französischer Zeithistoriker                           | 90    |  |
| Tod bekannt gegeben am 12. Februar   | Rolf Wagemann       | deutscher Musikveranstalter (Gelsenkirchener Jazztage) | 74    |  |
| Tod bekannt gegeben am 8. Februar    | Bill Allred         | US-amerikanischer Posaunist                            | 87    |  |
| Tod bekannt gegeben am 1. Februar    | Gordon Marshall     | britischer Trompeter                                   |       |  |
| Tod bekannt gegeben am 27. Januar    | Al Wallack          | US-amerikanischer Hörfunkjournalist                    | 75    |  |
| Tod bekannt gegeben am 26. Januar    | Charles Rose        | US-amerikanischer Musiker                              | 81    |  |
| Tod bekannt gegeben am 14. Januar    | Uwe W. Tiedemann    | deutscher Jazz-Sammler und Club-Mitbegründer           | 86    |  |
| Tod bekannt gegeben am 12. Januar    | Antonio Iglio       | italienischer Komponist, Arrangeur und Orchesterleiter | 90    |  |
| Tod bekannt gegeben am 5. Januar     | Harold Salisbury    | britischer Saxophonist und Klarinettist                | 92    |  |